# برج العرب
برج العرب نام هتلی در دبی، امارات متحده عربی است. ساختمان آن ۳۲۱ متر ارتفاع دارد و در جزیره‌ای مصنوعی ۲۸۰ متر از خشکی بنا شده‌است. کوچک‌ترین اتاق هتل ۱۶۹ و بزرگ‌ترین اتاق آن ۷۸۰ متر مربع مساحت دارند.
هفت طبقه از این هتل به صورت آکواریوم در زیر دریا وجود دارد. اجاره کوچک‌ترین اتاق این هتل شبی ۶,۰۰۰ درهم است. سرو هر غذا در این هتل کمتر از ۱,۰۰۰ درهم نیست. تمامی مهمانان این هتل تا روز آخر اقامت از آخرین مدل گوشی آیفون و اینترنت نامحدود رایگان بهره مند میشوند.

## فضای خارجی
این هتل به شکل حرف V می‌باشد که یک دکل به آن متصل شده‌است. در فضای بین بال‌ها یا همان V شکل، یک آتریوم (فضای میان خانه) به وجود آمده که در جلوی آن خمیدگی دارد. در طی روز، کالبد و بدنهٔ سفید یک نور شیری و لطیفی را داخل هتل ایجاد می‌کند در حالیکه شیشه شفاف جلو، مقدار زیادی نور و روشنایی ایجاد می‌کند. در شب، هم بیرون و هم درون ساختمان توسط نورهای متغیر، روشن می‌شود. حدوداً بالای ساختمان یک فرودگاه هلیکوپتر بی‌نظیر توسط یک پایه نصب شده‌است. این باند فرود هلیکوپتر چندین اتفاق مهم و قابل توجه را نشان داده‌است: 
- گلف باز مشهور تایگر وودز (به انگلیسی: tiger woods) چندین توپ گلف را به خلیج فارس پرتاب کرد
- در فوریه سال ۲۰۰۵، تنیس بازان حرفه‌ای راجر فدرر (به انگلیسی: Roger Federer) و آندره آغاسی (به انگلیسی: Andre Aghassi)، یک بازی را در ارتفاع ۲۱۱ متری انجام دادند که این باند فرود به صورت موقت به یک زمین تنیس تبدیل شده بود
- این باند فرود هیچ حفاظ و نرده‌ای ندارد.

## فضای داخلی
لابی آتریوم برج العرب بلندترین آن در نوع خود در جهان است زیرا در ارتفاع ۱۸۰ متری واقع شده. آتریوم بیش از یک سوم فضای داخل هتل را در برمی گیرد. درحالیکه معماری بیرونی هتل یک معماری کاملاً مدرن است اما معماری داخلی هتل ترکیبی از سبک شرقی و غربی به صورت بسیار لوکس می‌باشد. در لابی نیم طبقه، یک فواره، یک ستاره سه بعدی اسلامی را به وجود می‌آورد. با وجود اندازه بزرگ برج العرب، تنها ۲۸ طبقه دوبل با ۲۰۲ سوییت دارد. کوچک‌ترین سوئیت ۱۶۹ متر مربع و بزرگ‌ترین آن ۷۸۰ متر مربع می‌باشد. قیمت هر سوئیت، از ۱,۰۰۰ دلار (هر شب) تا ۱۵,۰۰۰ دلار متغیر است و سوئیت سلطنتی گرانترین آن است که شبی ۲۸,۰۰۰ دلار می‌باشد. ستون‌های سفید توسکانی و راه پله‌های مارپیچ مرمری با برگ‌های کار شده بر روی نرده‌ها تأثیر هنر کلاسیک را بر روی طراحی داخلی هتل نشان می‌دهد. حمام‌های اسپا مانند با موزائیک‌های کف و دیوار با شکل‌های هندسی عربی که در تمام ساختمان یافت می‌شود، قابل توجه‌است.

## رستورانها و امکانات
یکی از رستوران‌ها به نام المنتها است که در ارتفاع ۲۰۰ متری واقع شده و منظره‌ای از دبی را به نمایش می‌گذارد و توسط یک پایه از هر دو طرف دکل محافظت می‌شود و توسط یک آسانسور شیشه‌ای دسترسی به آن ممکن می‌باشد. رستوران دیگر المهارا (به معنی صدف) می‌باشد که دسترسی به آن توسط یک زیر دریایی شبیه‌سازی شده امکان‌پذیر است و آکواریوم‌های زیبایی را به نمایش می‌گذارد. این آکواریوم‌ها دربرگیرنده بیش از یک میلیون لیتر آب است. شیشه آکواریوم از اکریلیک ساخته شده و برای کاهش تأثیر بزرگ نمایی حدود ۱۸ سانتی‌ متر ضخامت دارد. این رستوران در میان ده رستوران برتر دنیا قرار دارد. این هتل دارای ۶۰ طبقه‌است و معمار آن، اتکینز خاورمیانه (به انگلیسی: Atkins Middle East) می‌باشد. ستون بندی این هتل تا ۴۰ متر زیر دریا می‌باشد. برج العرب بلندتر از برج ایفل است و تنها ۶۰ متر از ساختمان امپایر استیت در آمریکا کوتاه‌تر است. تمام پرده‌ها، چراغ‌ها و سیستم تهویه هوا با یک دکمه به کار می‌افتند. تمام کانال‌ها به دوربین مدار بسته متصل هستند و مهمان می‌تواند ببیند که چه کسی پشت در است. هر سوئیت یک لپ‌تاپ و پرینتر دارد.

## نماد دبی
برج العرب برای مدتی نماد دبی بود و هنوز می‌توان اثر آن را در پلاک‌های قدیم امارت دبی دید اما پس از مدتی دوبی نماد خود را از برج العرب تغییر داد. تعداد بسیاری معتقد هستند، این تغییر به دلیل شکل برج العرب است زیرا در صورتی که به برج العرب را از پشت نگاه کنید، آن را شبیه یک صلیب می‌بینید.